# 自然历史博物馆
自然歷史博物館，或自然史博物館、自然博物馆是一個擁有自然歷史收藏品的科學機構，其中包括動物、植物、真菌、生態系統、地質學、古生物學、氣候學等的當前和歷史記錄。

## 歷史
自然歷史博物館的主要作用是為科學界提供當前和歷史標本以供其研究，從而提高我們對自然世界的了解。一些博物館設有公共展覽，與公眾分享自然世界的奇觀；這些被稱為“公共博物館”。一些博物館在其主要收藏品之外還收藏了非自然歷史收藏品，例如與歷史、藝術和科學相關的收藏品。
文藝復興時期的流行的珍奇屋是私人收藏的陳列室，它通常包含具有異國情調的各地歷史標本，它們有時是偽造的。第一個自然歷史博物館可能是16世紀中葉在蘇黎世建立的瑞士學者康拉德·格斯納的博物館。1635年在巴黎成立的國家自然歷史博物館是第一個採用今天被公認為自然歷史博物館形式的自然歷史博物館。早期的自然歷史博物館提供有限的可訪問性，因為它們通常是私人收藏或科學團體的藏品。阿什莫林博物館於1683年開放，它是第一家向公眾開放的自然歷史博物館。
自然歷史博物館在 18 世紀之前並不作為典型的博物館存在。政府和大學確實存在用於存放收藏品的建築，但根據今天的理解，這些建築更像是存儲空間而不是博物館。這些空間容納了盡可能多的文物，並且很少為遊客提供描述或解釋。保留的生物體通常按其分類系統排列，並與相似的生物體一起展示。博物館沒有考慮不同觀眾的可能性，而是以科學的便利度為標準。
十八世紀中葉，中產階級對科學世界的興趣日益濃厚，他們有更多的時間進行休閒和教育活動。其他形式的科學消費，例如動物園，已經越來越受歡迎。隨後，自然歷史博物館轉變為了公眾與自然世界互動的新空間。博物館開始改變他們展示文物的方式，聘請各種形式的策展人來完善他們的展示。此外，他們採用了新的方法來設計展品。這些新的組織方式將支持非專業觀眾的學習。
由國際聯盟組織，第一屆國際博物館學大會於1934年在西班牙馬德里舉行。1992年5月10日至1992年5月15日，第一屆世界自然歷史收藏保護大會再次在馬德里舉行。

## 著名自然历史博物馆列表
| 自然博物館                         | 國家           | 城市               | 備註                           |
| ---------------------------------- | -------------- | ------------------ | ------------------------------ |
| 自然史博物馆                       | 英国           | 倫敦               |                                |
| 牛津大学自然史博物馆               | 英国           | 牛津市             |                                |
| 美国自然历史博物馆                 | 美国           | 紐約               |                                |
| 哈佛自然历史博物馆                 | 美国           | 剑桥               |                                |
| 賓夕法尼亞大學考古學與人類學博物館 | 美国           | 费城               |                                |
| 菲爾德自然史博物館                 | 美国           | 芝加哥             |                                |
| 密歇根大學自然歷史博物館           | 美国           | 安娜堡             |                                |
| 卡内基自然史博物馆                 | 美国           | 匹茲堡             |                                |
| 洛杉磯縣自然歷史博物館             | 美国           | 洛杉磯             |                                |
| 美國國立自然史博物館               | 美国           | 華盛頓             |                                |
| 科學博物館                         | 美国           | 波士頓             |                                |
| 伯克自然歷史和文化博物館           | 美国           | 西雅图             |                                |
| 加利福尼亞州科學院                 | 美国           | 三藩市             |                                |
| 皮博迪自然史博物馆                 | 美国           | 纽黑文             |                                |
| 費恩班克自然歷史博物館             | 美国           | 亞特蘭大           |                                |
| 新墨西哥自然歷史與科學博物館       | 美国           | 阿爾伯克基         |                                |
| 國立自然史博物館                   | 法國           | 巴黎               |                                |
| 马赛自然史博物馆                   | 法國           | 马赛               |                                |
| 里尔自然史博物馆                   | 法國           | 里尔               |                                |
| 普罗旺斯地区艾克斯自然史博物馆     | 法國           | 普罗旺斯地区艾克斯 |                                |
| 伯尔尼自然史博物馆                 | 瑞士           | 伯尔尼             |                                |
| 巴塞尔自然史博物馆                 | 瑞士           | 巴塞尔             |                                |
| 芬兰自然史博物馆                   | 芬兰           | 赫尔辛基           |                                |
| 自然史博物馆                       | 奥地利         | 維也納             |                                |
| 大阪市立自然史博物馆               | 日本           | 大阪市             |                                |
| 鹿特丹自然史博物馆                 | 荷蘭           | 鹿特丹             |                                |
| 佛罗伦萨自然史博物馆               | 義大利         | 佛罗伦萨           |                                |
| 克里特自然史博物馆                 | 希腊           | 伊拉克利翁         |                                |
| 蒙古自然史博物馆                   | 摩納哥         | 乌兰巴托           |                                |
| 哥德堡皇家艺术与科学院             | 瑞典           | 哥德堡             | 舊稱自然歷史博物館             |
| 斯塔万格博物馆                     | 挪威           | 斯塔万格           | 其前身包括斯塔万格自然史博物馆 |
| 国家自然博物馆                     | 中华人民共和国 | 北京               |                                |
| 中國古動物館                       | 中华人民共和国 | 北京               |                                |
| 中國地質博物館                     | 中华人民共和国 | 北京               |                                |
| 上海自然博物館                     | 中华人民共和国 | 上海               |                                |
| 天津自然博物館                     | 中华人民共和国 | 天津               |                                |
| 新德里國家自然歷史博物館           | 印度           | 新德里             |                                |